# Lecrae/Diskografie
Diese Diskografie ist eine Übersicht über die musikalischen Werke des US-amerikanischen christlichen Rappers Lecrae. Den Schallplattenauszeichnungen zufolge hat er bisher mehr als 4,5 Millionen Tonträger verkauft. Seine erfolgreichsten Veröffentlichungen sind die Singles I’ll Find You und Coming In Hot mit je über einer Million verkauften Einheiten.

## Alben

### Studioalben
| Jahr | Titel                    | Höchstplatzierung, Gesamtwochen, AuszeichnungChartplatzierungen (Jahr, Titel, Platzierungen, Wochen, Auszeichnungen, Anmerkungen) | Höchstplatzierung, Gesamtwochen, AuszeichnungChartplatzierungen (Jahr, Titel, Platzierungen, Wochen, Auszeichnungen, Anmerkungen) | Anmerkungen                                                 |
| Jahr | Titel                    | US | Christ | Anmerkungen                                                 |
| ---- | ------------------------ | --- | --- | ----------------------------------------------------------- |
| 2004 | Real Talk                | — | — | Erstveröffentlichung: 20. Mai 2004                          |
| 2006 | After the Music Stops    | — | Christ17 (11 Wo.)Christ | Erstveröffentlichung: 24. September 2006                    |
| 2008 | Rebel                    | US60 (4 Wo.)US | Christ2 (52 Wo.)Christ | Erstveröffentlichung: 30. September 2008                    |
| 2010 | Rehab                    | US17 (17 Wo.)US | Christ1 (78 Wo.)Christ | Erstveröffentlichung: 28. September 2010                    |
| 2011 | Rehab: The Overdose      | US15 (3 Wo.)US | Christ1 (37 Wo.)Christ | Erstveröffentlichung: 11. Januar 2011                       |
| 2012 | Gravity                  | US3 Gold · (17 Wo.)US | Christ1 (78 Wo.)Christ | Erstveröffentlichung: 4. September 2012 Verkäufe: + 500.000 |
| 2014 | Anomaly                  | US1 Gold · (27 Wo.)US | Christ1 (85 Wo.)Christ | Erstveröffentlichung: 9. September 2014 Verkäufe: + 500.000 |
| 2017 | All Things Work Together | US11 (5 Wo.)US | Christ1 (122 Wo.)Christ | Erstveröffentlichung: 22. September 2017                    |
| 2018 | Let the Trap Say Amen    | US49 (1 Wo.)US | Christ1 (11 Wo.)Christ | Erstveröffentlichung: 22. Juni 2018 mit Zaytoven            |
| 2020 | Restoration              | US69 (1 Wo.)US | Christ1 (36 Wo.)Christ | Erstveröffentlichung: 21. August 2020                       |

### Mixtapes
| Jahr | Titel                | Höchstplatzierung, Gesamtwochen, AuszeichnungChartplatzierungen (Jahr, Titel, Platzierungen, Wochen, Auszeichnungen, Anmerkungen) | Höchstplatzierung, Gesamtwochen, AuszeichnungChartplatzierungen (Jahr, Titel, Platzierungen, Wochen, Auszeichnungen, Anmerkungen) | Anmerkungen                                        |
| Jahr | Titel                | US | Christ | Anmerkungen                                        |
| ---- | -------------------- | --- | --- | -------------------------------------------------- |
| 2012 | Church Clothes       | — | — | Erstveröffentlichung: 10. Mai 2012                 |
| 2013 | Church Clothes 2     | US21 (10 Wo.)US | Christ1 (47 Wo.)Christ | Erstveröffentlichung: 7. November 2013             |
| 2016 | Church Clothes 3     | US12 (3 Wo.)US | Christ1 (30 Wo.)Christ | Erstveröffentlichung: 15. Januar 2016              |
| 2021 | No Church in a While | — | Christ15 (… Wo.)Christ | Erstveröffentlichung: 3. Dezember 2021 mit 2K Phew |
| 2022 | Church Clothes 4     | — | Christ2 (5 Wo.)Christ | Erstveröffentlichung: 4. November 2022             |

### EPs
| Jahr | Titel          | Höchstplatzierung, Gesamtwochen, AuszeichnungChartsChartplatzierungen (Jahr, Titel, Platzierungen, Wochen, Auszeichnungen, Anmerkungen) | Anmerkungen                         |
| Jahr | Titel          | Christ | Anmerkungen                         |
| ---- | -------------- | --- | ----------------------------------- |
| 2012 | Church Clothes | Christ10 (12 Wo.)Christ | Erstveröffentlichung: 25. Juni 2012 |

## Singles

### Als Leadmusiker
| Jahr | Titel Album                                              | Höchstplatzierung, Gesamtwochen, AuszeichnungChartsChartplatzierungen (Jahr, Titel, Album, Platzierungen, Wochen, Auszeichnungen, Anmerkungen) | Anmerkungen                                                                    |
| Jahr | Titel Album                                              | Christ | Anmerkungen                                                                    |
| --- | -------------------------------------------------------- | --- | ------------------------------------------------------------------------------ |
| 2013 | Round of Applause Church Clothes 2                       | Christ45 (1 Wo.)Christ | Erstveröffentlichung: 14. Mai 2013                                             |
| 2013 | I’m Turnt Church Clothes 2                               | Christ19 (20 Wo.)Christ | Erstveröffentlichung: 17. September 2013                                       |
| 2014 | Nuthin Anomaly                                           | Christ2 (23 Wo.)Christ | Erstveröffentlichung: 22. Juli 2014                                            |
| 2014 | Fear Anomaly                                             | Christ4 (22 Wo.)Christ | Erstveröffentlichung: 22. Juli 2014                                            |
| 2014 | All I Need Is You Anomaly                                | Christ2 Gold · (28 Wo.)Christ | Erstveröffentlichung: 5. August 2014 Verkäufe: + 500.000                       |
| 2014 | Non-Fiction –                                            | Christ43 (5 Wo.)Christ | Erstveröffentlichung: 21. Oktober 2014                                         |
| 2014 | Say I Won’t Anomaly                                      | Christ2 (21 Wo.)Christ | Erstveröffentlichung: 26. August 2014 feat. Andy Mineo                         |
| 2016 | Can’t Stop Me Now (Destination) All Things Work Together | Christ34 (4 Wo.)Christ | Erstveröffentlichung: 21. Oktober 2016                                         |
| 2017 | Blessings All Things Work Together                       | Christ2 Gold · (27 Wo.)Christ | Erstveröffentlichung: 27. Januar 2017 feat. Ty Dolla $ign; Verkäufe: + 500.000 |
| 2017 | River of Jordan The Shack O.S.T.                         | Christ25 (4 Wo.)Christ | Erstveröffentlichung: 17. Februar 2017 feat. Breyan Isaac                      |
| 2017 | I’ll Find You All Things Work Together                   | Christ1 Platin · (28 Wo.)Christ | Erstveröffentlichung: 9. Juni 2017 feat. Tori Kelly; Verkäufe: + 1.000.000     |
| 2017 | Hammer Time All Things Work Together                     | Christ14 (20 Wo.)Christ | Erstveröffentlichung: 23. Juni 2017 feat. 1K Phew                              |
| 2017 | Broke All Things Work Together                           | Christ17 (20 Wo.)Christ | Erstveröffentlichung: 15. September 2017                                       |
| 2017 | Whatchu Mean All Things Work Together                    | Christ18 (22 Wo.)Christ | Erstveröffentlichung: 20. September 2017 feat. Aha Gazelle                     |
| 2018 | Get Back Right Let the Tray Say Amen                     | Christ18 (9 Wo.)Christ | Erstveröffentlichung: 1. Januar 2018 mit Zaytoven                              |
| 2018 | Plugged In Let the Tray Say Amen                         | Christ26 (3 Wo.)Christ | Erstveröffentlichung: 15. Juni 2018 mit Zaytoven                               |
| 2018 | Coming In Hot Never Land II                              | Christ21 Platin · (21 Wo.)Christ | Erstveröffentlichung: 20. Juli 2018 mit Andy Mineo                             |
| 2020 | Set Me Free Restoration                                  | Christ15 (21 Wo.)Christ | Erstveröffentlichung: 20. März 2020 feat. YK Osiris                            |
| 2020 | Deep End Restoration                                     | Christ25 (20 Wo.)Christ | Erstveröffentlichung: 24. Juni 2020                                            |
| 2020 | Zombie Restoration                                       | Christ31 (4 Wo.)Christ | Erstveröffentlichung: 7. August 2020                                           |
| 2021 | Everyday –                                               | Christ46 (1 Wo.)Christ | Erstveröffentlichung: 13. August 2021 mit Jidenna & Limbolaze                  |
| 2021 | Been About It Never Land II                              | Christ43 (1 Wo.)Christ | Erstveröffentlichung: 30. September 2021 mit Andy Mineo                        |
| 2022 | Spread the Opps Church Clothes 4                         | Christ28 (12 Wo.)Christ | Erstveröffentlichung: 5. August 2022                                           |
| 2024 | I Still Believe –                                        | Christ26 (2 Wo.)Christ | Erstveröffentlichung: 1. März 2024 mit For King & Country                      |
| 2024 | To Hell With The Devil (Rise) –                          | Christ44 (1 Wo.)Christ | Erstveröffentlichung: 5. April 2024 mit For King & Country                     |
| 2024 | Still Here –                                             | Christ25 (1 Wo.)Christ | Erstveröffentlichung: 31. Mai 2024                                             |
| 2024 | Die For the Party –                                      | Christ34 (1 Wo.)Christ | Erstveröffentlichung: 20. September 2024                                       |
| 2024 | Lift Me Up –                                             | Christ49 (1 Wo.)Christ | Erstveröffentlichung: 4. Oktober 2024 mit Beam                                 |
| Folgende Lieder erschienen nicht als Single, wurden aber durch das Album zum Download und Streaming bereitgestellt und konnten somit eine Platzierung erlangen: |                                                          | |                                                                                |
| |                                                          | |                                                                                |
| 2010 | Background Rehab                                         | Christ39 (6 Wo.)Christ | feat. C-Lite                                                                   |
| 2013 | The Fever Church Clothes 2                               | Christ47 (1 Wo.)Christ | feat. Andy Mineo & Papa San                                                    |
| 2013 | If I Die Tonight Church Clothes 2                        | Christ48 (1 Wo.)Christ | feat. Novel                                                                    |
| 2014 | Outsiders Anomaly                                        | Christ21 (16 Wo.)Christ |                                                                                |
| 2014 | Welcome to America Anomaly                               | Christ24 (18 Wo.)Christ |                                                                                |
| 2014 | Good, Bad, Ugly Anomaly                                  | Christ35 (8 Wo.)Christ |                                                                                |
| 2014 | Timepiece Anomaly                                        | Christ27 (7 Wo.)Christ |                                                                                |
| 2014 | Runners Anomaly                                          | Christ40 (7 Wo.)Christ |                                                                                |
| 2014 | Wish Anomaly                                             | Christ41 (4 Wo.)Christ |                                                                                |
| 2014 | Messengers Anomaly                                       | Christ20 (24 Wo.)Christ | feat. For King & Country                                                       |
| 2014 | Anomaly                                                  | Christ38 (2 Wo.)Christ |                                                                                |
| 2014 | Give In Anomaly                                          | Christ27 (20 Wo.)Christ | feat. Crystal Nicole                                                           |
| 2014 | Broken Anomaly                                           | Christ29 (9 Wo.)Christ | feat. Kari Jobe                                                                |
| 2014 | Dirty Water Anomaly                                      | Christ33 (7 Wo.)Christ |                                                                                |
| 2016 | Can’t Do You Church Clothes 3                            | Christ18 (6 Wo.)Christ | feat. E-40                                                                     |
| 2016 | Sidelines Church Clothes 3                               | Christ20 (8 Wo.)Christ |                                                                                |
| 2016 | I Wouldn’t Know Church Clothes 3                         | Christ22 (4 Wo.)Christ | feat. KB                                                                       |
| 2016 | Gangland Church Clothes 3                                | Christ29 (4 Wo.)Christ | feat. Propaganda                                                               |
| 2016 | Cruising Church Clothes 3                                | Christ31 (3 Wo.)Christ |                                                                                |
| 2016 | Freedom Church Clothes 3                                 | Christ32 (3 Wo.)Christ | feat. N’Dambi                                                                  |
| 2016 | It Is What It Is Church Clothes 3                        | Christ35 (3 Wo.)Christ |                                                                                |
| 2016 | Deja Vu Church Clothes 3                                 | Christ36 (3 Wo.)Christ |                                                                                |
| 2016 | Misconceptions 3 Church Clothes 3                        | Christ39 (2 Wo.)Christ | feat. John Givez, JGivens & Jackie Hill Perry                                  |
| 2016 | Forever Church Clothes 3                                 | Christ43 (2 Wo.)Christ |                                                                                |
| 2017 | Facts All Things Work Together                           | Christ31 (5 Wo.)Christ |                                                                                |
| 2017 | 8:28 All Things Work Together                            | Christ37 (5 Wo.)Christ |                                                                                |
| 2017 | Always Knew All Things Work Together                     | Christ38 (3 Wo.)Christ |                                                                                |
| 2017 | Lucked Up All Things Work Together                       | Christ42 (2 Wo.)Christ | feat. Nija                                                                     |
| 2017 | Worth It All Things Work Together                        | Christ43 (3 Wo.)Christ | feat. Kierra Sheard & Jawan Harris                                             |
| 2017 | Wish You the Best All Things Work Together               | Christ46 (1 Wo.)Christ | feat. Verse Simmonds                                                           |
| 2017 | Cry for You All Things Work Together                     | Christ33 (16 Wo.)Christ | feat. Taylor Hill                                                              |
| 2017 | Come and Get Me All Things Work Together                 | Christ39 (2 Wo.)Christ |                                                                                |
| 2018 | 2 Sides of the Game Let the Tray Say Amen                | Christ24 (3 Wo.)Christ | mit Zaytoven feat. Waka Flocka Flame & Kos Jaynes                              |
| 2018 | Blue Strips Let the Tray Say Amen                        | Christ47 (1 Wo.)Christ | mit Zaytoven                                                                   |
| 2018 | Holy Water Let the Tray Say Amen                         | Christ42 (1 Wo.)Christ | mit Zaytoven                                                                   |
| 2018 | Only God Can Judge Me Let the Tray Say Amen              | Christ44 (1 Wo.)Christ | mit Zaytoven                                                                   |
| 2018 | Preach Let the Tray Say Amen                             | Christ40 (1 Wo.)Christ | mit Zaytoven                                                                   |
| 2018 | I Can’t Lose Let the Tray Say Amen                       | Christ46 (1 Wo.)Christ | mit Zaytoven feat. 24hrs                                                       |
| 2020 | Wheels Up Restoration                                    | Christ27 (5 Wo.)Christ | feat. Marc E. Bassy                                                            |
| 2020 | Over the Top Restoration                                 | Christ29 (1 Wo.)Christ |                                                                                |
| 2020 | Restore Me Restoration                                   | Christ34 (1 Wo.)Christ |                                                                                |
| 2020 | Nothing Left to Hide Restoration                         | Christ37 (1 Wo.)Christ | feat. Gwen Bunn                                                                |
| 2022 | Still in America Church Clothes 4                        | Christ27 (2 Wo.)Christ |                                                                                |
| 2022 | We Did It Church Clothes 4                               | Christ33 (8 Wo.)Christ | feat. PJ Morton                                                                |
| 2022 | CC4 Church Clothes 4                                     | Christ35 (1 Wo.)Christ |                                                                                |
| 2022 | Dirt Church Clothes 4                                    | Christ37 (1 Wo.)Christ |                                                                                |
| 2022 | Good Lord Church Clothes 4                               | Christ42 (1 Wo.)Christ | feat. Andy Mineo                                                               |
| 2022 | Misconceptions 4 Church Clothes 4                        | Christ43 (1 Wo.)Christ |                                                                                |
| 2022 | Fear Not Church Clothes 4                                | Christ45 (1 Wo.)Christ |                                                                                |

Weitere Singles
- 2006: Jesus Muzik (feat. Trip Lee)
- 2006: Prayin’ for You
- 2007: Beyond Belief
- 2008: Catch That Wave
- 2008: Go Hard (feat. Tedashii)
- 2008: Don’t Waste Your Life (feat. Cameron Dukes & Dwayne Tryumf)
- 2008: Hands High
- 2009: 1 Life Dream
- 2010: Far Away
- 2010: Amp It Up (feat. Tedashii)
- 2010: High (feat. Sho Baraka & Suzy Rock)
- 2010: Just Like You (feat. J. Paul)
- 2010: Children of the Light (feat. Sonny Sandoval & Dillavou)
- 2010: Overdose
- 2011: Battle Song (feat. Suzy Rock)
- 2011: Game On (feat. PRo, Tedashii & Jai)
- 2011: Hallelujah
- 2011: Blow Your High (feat. Canon)
- 2012: Church Clothes
- 2012: I Know
- 2012: Tell the World (feat. Mail Music)
- 2013: I’m Rooted (feat. Derek Minor)

### Als Gastmusiker
| Jahr | Titel Album                       | Höchstplatzierung, Gesamtwochen, AuszeichnungChartsChartplatzierungen (Jahr, Titel, Album, Platzierungen, Wochen, Auszeichnungen, Anmerkungen) | Anmerkungen |
| Jahr | Titel Album                       | Christ | Anmerkungen |
| --- | --------------------------------- | --- | --- |
| 2008 | Joyful Noise Our World: Redeemed  | Christ11 (2 Wo.)Christ | Flame feat. Lecrae & John Reilly                                                                                 |
| 2010 | Keep Changing the World –         | Christ21 (21 Wo.)Christ | Mikeschair feat. Lecrae                                                                                          |
| 2013 | Ready or Not Gold                 | Christ25 (23 Wo.)Christ | Britt Nicole feat. Lecrae                                                                                        |
| 2013 | Now They Know –                   | Christ41 (1 Wo.)Christ | 116 feat. KB, Andy Mineo, Derek Minor, Tedashii & Lecrae                                                         |
| 2014 | Manolo Rise                       | Christ17 (17 Wo.)Christ | Erstveröffentlichung: 17. Oktober 2014 Trip Lee feat. Lecrae                                                     |
| 2015 | This Is Living                    | Christ16 (21 Wo.)Christ | Erstveröffentlichung: 13. Januar 2015 Hillsong Young & Free feat. Lecrae                                         |
| 2015 | Sideways Tomorrow We Live         | Christ29 (7 Wo.)Christ | Erstveröffentlichung: 10. März 2015 KB feat. Lecrae                                                              |
| 2018 | Light Work –                      | Christ41 (3 Wo.)Christ | Erstveröffentlichung: 16. Januar 2018 116 feat. Andy Mineo, 1K Phew, Tedashii, Whatuprg, Lecrae, Trip Lee & Cass |
| 2018 | Fight for Me Panorama             | Christ25 (20 Wo.)Christ | Erstveröffentlichung: 6. Juli 2018 Gawvi feat. Lecrae                                                            |
| 2019 | California Dreamin –              | Christ46 (1 Wo.)Christ | Erstveröffentlichung: 19. Juli 2019 116 feat. Lecrae & John Givez                                                |
| 2022 | Jireh (My Provider) (Remix) –     | Christ28 (17 Wo.)Christ | Erstveröffentlichung: 1. Juli 2022 Limoblaze feat. Lecrae & Happi                                                |
| 2023 | Nothing But The Blood –           | Christ47 (3 Wo.)Christ | Erstveröffentlichung: 18. August 2023 Forrest Frank feat. Lecrae                                                 |
| Folgende Lieder erschienen nicht als Single, wurden aber durch das Album zum Download und Streaming bereitgestellt und konnten somit eine Platzierung erlangen: |                                   | | |
| |                                   | | |
| 2013 | Uno Uno Seis Heroes for Sale      | Christ43 (2 Wo.)Christ | Andy Mineo feat. Lecrae                                                                                          |
| 2014 | Nothing I Can’t Do Below Paradise | Christ24 (5 Wo.)Christ | Tedashii feat. Trip Lee & Lecrae                                                                                 |
| 2019 | Get Out My Way Never Fold         | Christ42 (1 Wo.)Christ | Tedashii feat. Lecrae                                                                                            |

Weitere Gastbeiträge
- 2009: Show Off (DJ Official feat. Lecrae & Flame)
- 2009: 26’s (Tedashii feat. Lecrae)
- 2010: Bury Me (Tedashii feat. Lecrae)
- 2010: Actions Speak Louder (Swoope feat. Lecrae, Tedashii & Jai)
- 2010: All the Way (Flame feat. Trubble & Lecrae)
- 2011: All About God (Dillon Chace feat. Lecrae & Princeton)
- 2011: Live & Let Live (Statik Selektah feat. Lecrae)
- 2011: He Is A A A Able (The Nevels Sisters feat. Lecrae & PK)
- 2012: I Will Find You (Jimmy Needham feat. Lecrae)
- 2012: Work (Dee-1 feat. Lecrae)
- 2012: I’m Good (Trip Lee feat. Lecrae)
- 2012: They Like Me (KJ-52 feat. Lecrae)
- 2012: Rise Up (Andy Mineo feat. Lecrae)
- 2012: Cray Button (Family Force 5 feat. Lecrae)
- 2012: Best Thing That I Found (Saigon feat. Lecrae & Corbett)
- 2012: I Know (DJ Official feat. Lecrae)
- 2012: Church Clap (KB feat. Lecrae, US: Gold)
- 2013: It’s Not Over (Chaka Khan feat. Lecrae)
- 2013: Game Break (Statik Selektah feat. Lecrae, Termanology & Posdnuos)
- 2013: Dear Mr. Christian (Derek Minor feat. Dee-1 & Lecrae)
- 2013: So Glad (Isaac Carree feat. Lecrae, Kirk Franklin & Kierra Sheard)
- 2014: Radio (Papa San feat. Lecrae)
- 2014: Help (Erica Campbell feat. Lecrae)
- 2014: You Know (Remix) (Bizzle feat. Lecrae)
- 2014: Heartbeat (Da' T.R.U.T.H. feat. Lecrae and Lauren Lee)
- 2014: Daywalkers (Propaganda feat. Lecrae)
- 2014: High (The Walls Group feat. Lecrae)
- 2015: Get Up (Blanca feat. Lecrae)
- 2016: What You Get (BrvndonP featuring Lecrae and JustKristofer)
- 2016: Poor Man’s Hood (Young Doe feat. Lecrae)
- 2016: theBottom (theBeatbreaker feat. Lecrae and Derek Minor)
- 2016: I Heard the Truth (Bryson Price feat. Lecrae)
- 2017: Don’t Give Up (Lalah Hathaway feat. Lecrae)
- 2017: Woke (Reconcile feat. Lecrae)
- 2019: When I’m Around (Montell Jordan feat. Lecrae)
- 2023: Going My Way (O’Bros feat. Lecrae)

## Statistik

### Chartauswertung
|                     | US     | Christ         |
| ------------------- | ------ | -------------- |
| Nummer-eins-Alben   | US1US  | Christ9Christ  |
| Top-10-Alben        | US3US  | Christ11Christ |
| Alben in den Charts | US11US | Christ14Christ |

|                       | Christ         |
| --------------------- | -------------- |
| Nummer-eins-Singles   | Christ1Christ  |
| Top-10-Singles        | Christ6Christ  |
| Singles in den Charts | Christ89Christ |

### Auszeichnungen für Musikverkäufe
Anmerkung: Auszeichnungen in Ländern aus den Charttabellen bzw. Chartboxen sind in ebendiesen zu finden.
| Land/RegionAuszeichnungen für Musikverkäufe (Land/Region, Auszeichnungen, Verkäufe, Quellen) | Gold     | Platin     | Verkäufe  | Quellen  |
| -------------------------------------------------------------------------------------------- | -------- | ---------- | --------- | -------- |
| Vereinigte Staaten (RIAA)                                                                    | 5× Gold5 | 2× Platin2 | 4.500.000 | riaa.com |
| Insgesamt                                                                                    | 5× Gold5 | 2× Platin2 |           |          |